# Who Me
 (juillet 2023).

Who Me était une arme chimique top secrète, sulfureuse et non létale développée par l'Office américain des services stratégiques pendant la Seconde Guerre mondiale, pour être utilisée par la Résistance française contre les officiers allemands. Who Me sentait fortement les matières fécales, et était délivré dans des vaporisateurs de poche destinés à être aspergés discrètement sur un officier allemand, l'humiliant et, par extension, démoralisant les forces d'occupation allemandes.
L'expérience fut cependant de très courte durée. Who Me avait une forte concentration de composés soufrés extrêmement volatils très difficiles à contrôler : le plus souvent, la personne qui pulvérisait finissait également par sentir aussi mauvais que la personne ciblée. Après seulement deux semaines, il a été conclu que Who Me était un échec.  

## Sources et références
1. ↑  (en-US) Jennifer Kahn, Special to SF Gate, « Aroma Therapy / In The Military, It's Known As 'Nonlethal Weapons Development' », sur SFGATE, 22 mai 2001 (consulté le 19 juillet 2023)
2. ↑  (en-US) « Science that Stinks » American Scientist » [archive du 9 avril 2017], www.americanscientist.org, may–june 2002 (consulté le 8 avril 2017)